# Еруптивні змінні зорі
Крива блиску еруптивних змінних відрізняється від інших змінних зір тим, що зоряна величина змінюється різко, а не періодично .

## Механізм спалахів
Зміна блиску еруптивних змінних зір зумовлена переважно такими фізичними механізмами:
- Раптовий початок термоядерних реакцій, як-от у нових та наднових зорях.
- Спалах унаслідок падіння на зорю матерії з акреційного диску, як у карликових нових зір або зір типу FU Оріона.
- Спалахи в результаті магнітного збурення в атмосфері зір, наприклад, у зір типу UV Кита.
- Абсорбція та повторне випромінювання на інших довжинах хвиль у результаті викиду речовини, наприклад, у зір типу γ Кассіопеї.

## Підгрупи
Еруптивні змінні як підгрупа змінних зір поділяються на такі класи:
- Нові — тісні подвійні системи з орбітальними періодами від 0,05 до 150 днів. Термоядерна реакція спалахує на поверхні одного з партнерів у подвійній зоряній системі, білого карлика. Це зумовлює збільшення яскравості з 7m до 19m як за кілька днів. Зоряна величина повільно спадає до значень перед спалахом, за час від місяців до десятиліть. Нові поділяються на підкласи залежно від швидкості спадання блиску.
- За історичний період було зареєстровано не один спалах повторюваних нових.
- Яскравість наднових збільшується на 20m і більше під час спалаху, а потім повільно спадає. Результатом може бути нейтронна зоря, чорна діра або повна анігіляція зорі-попередниці. Під час вивержень радіальна швидкість сягає значень тисяч км/с. Викинуту оболонку можна виявити як залишок наднової через кілька десятиліть або століть після спалаху.
- Карликові нові — тісні подвійні системи, що складаються з пізнього карлика або субгіганта та білого карлика. Навколо білого карлика є акреційний диск матерії, переданого від більшого компаньйона. Орбітальний період у системах подвійних зір становить від 0,05 до 0,5 доби. Крива блиску складається з різноманітних компонентів і в ньому переважають спалахи, які локалізуються в акреційному диску.
- Змінні, подібні до нових, здебільшого є недостатньо вивченими об'єктами, які належать до однієї з інших груп катаклізмічних змінних.
- Симбіотичні змінні складаються з гарячої зорі (зазвичай білого карлика), червоного гіганта та деформованої оболонки, яка запалюється гарячою зорею. Зміна світла складається з таких компонентів:
  - спалах на білому карлику або поблизу нього
  - довгоперіодична зміна блиску червоного гіганта
- Крива блиску зір типу FU Оріона складається зі збільшення на 6m за кілька місяців, зберігаючи максимальну яскравість протягом багатьох років і повільне зменшення яскравості протягом кількох десятиліть. Це молоді зорі, класифіковані як зорі типу Т Тельця до і після спалаху. Причиною спалаху є спалах в акреційному диску навколо протозорі.
- Зорі типу γ Кассіопеї — швидко обертові гіганти спектрального класу B, з емісійними лініями; це особлива підгрупа Be-зір, які також належать до групи «оболонкових зір». Спалахи спричинені утворенням псевдофотосфери в кільці навколо екватора зорі B.
- Зорі типу R Північної Корони бідні на водень, але багаті на гелій і вуглець гіганти з великою світністю. Їхня крива блиску характеризується глибокими мінімумами до 9m. Їх також називають антиновими. Зміна блиску є результатом того, що із зорі через нерегулярні проміжки часу викидаються хмари сажі.
- Зорі типу UV Кита — це червоні карликові зорі зі спалахами, подібними до тих, що спостерігаються на Сонці під час високої активності. Однак через низьку світність карликової зорі, спалах може збільшити її блиск на порядки.
- Швидкі нерегулярні змінні є неоднорідною групою, для якої класифікація на основі зміни світла неможлива. Ця підмножина включає:
  - Зорі типу Т Тельця
  - Молоді зорі з неперіодичною зміною світла нагадують зорі типу Алголя
  - Молоді зорі зі спалахами, схожими на сонячні
  - Зорі YY Оріона схожі на зорі T Тельця. Вони також демонструють ознаки акреції речовини на поверхні зорі
  - Маловивчені зорі зі швидкою зміною блиску
- Зорі типу AM Геркулеса (поляри) — це тісні подвійні зоряні системи, побудовані як карликові нові. Різниця полягає в сильному магнітному полі білого карлика, яке пригнічує утворення акреційного диска і переносить речовину від компаньйона безпосередньо до полюсів білого карлика. Поляри демонструють сильну лінійну та кругову поляризацію.
- Магнітне поле тісних подвійних зір типу DQ Геркулеса недостатньо сильне, щоб повністю придушити утворення акреційного диска. Однак цього достатньо, щоб змусити акрецію на магнітні полюси білого карлика, і, отже, зорі DQ Геркулеса також демонструють сильну поляризацію.
- У зір Вольфа — Райє спостерігається лише невелика зміна блиску, яка є результатом зміни псевдофотосфер, викликаної змінним зоряним вітром.
- Зорі типу RS Гончих Псів є тісними подвійними системами з хромосферною активністю у вигляді зоряних плям, спалахів і ліній кальцію у випромінюванні. Вони також є джерелами рентгенівського випромінювання завдяки зоряній активності.
- Зорі типу S Золотої Риби також називають яскравими блакитними змінними (LBV). Це дуже масивні зорі на межі стабільності. Змінний зоряний вітер, викликаний радіаційним тиском, утворює навколо зорі оболонки, у яких поглинається ультрафіолетове випромінювання, яке повторно випромінюється в оптичному діапазоні. Виверження можуть бути спровоковані вузьким проходом супутника.